# Etil heptanoat
Etil heptanoat je estar koji se formira kondenzacijom heptanske kiseline i etanola. On se koristi u industriji ukusa. Njegov ukus je sličan ukusu grožđa.